# きっと忘れない (映画)
『きっと忘れない』（With Honors）は1994年のアメリカ合衆国の映画。上映時間：1時間41分 
エリート大の大学生達と浮浪者との交流を描いた青春ヒューマン・ドラマ。『ホーム・アローン』のジョー・ペシが彼らに影響を与えるホームレスの役を演じた。

## あらすじ
ハーバード大学の大学生モンティは、卒論の下書きを大学の地下のボイラー室に落としてしまう。それを拾ったのはボイラー室をねぐらとしていたホームレスのサイモン。卒論を燃やそうとしているサイモンと、あわてて止めるモンティは大騒動となり、それをきっかけとしてモンティとルームメイトたちは、サイモンと奇妙な交流を持つようになる。

## キャスト
サイモン・ワイルダー
演 - ジョー・ペシ
無断で大学のボイラー室に住み込んでいたホームレス。モンティの卒論を拾ったことで彼と知り合う。ほどなくしてモンティたちが暮らす寮のそばにある廃車で寝起きし始める。読書好きで口が上手くブラックジョークや時に哲学的なことも言うことがある。頑固で偏屈な性格で公的機関の施しを受けるのを拒否するなどしている。数年前まで船員として働いていたがクビになりその後ホームレスになった。これまでの思い出の場所で拾ったいくつかの小石を小袋に入れて大事にしている。
モンティ・ケスラー
演 - ブレンダン・フレイザー
ハーバード大の4年生の中でも特に優等生な学生の一人。政治学を専攻しており、将来は市民のために働くのが夢。同級生3人と大学の寮でルームメイト生活を送っている。政治をテーマに9ヶ月間かけて10章まで書いた卒論を落とし、偶然拾ったサイモンから卒論1ページ分を返す代わりにその都度食事や物と交換するよう要求され始める。ブラックジョークや嫌味を言うサイモンにイライラさせられる。サイモンからは、知り合った頃から“ハーバード”と呼ばれるようになる。
コートニー・ブルーメンタル
演 - モイラ・ケリー
モンティのルームメイトの女子学生。優しい人柄でサバサバした性格だが、性の話題にもオープンでエヴァレットたちに下ネタを言うなどしている。雪が積もる中、外の車で寝起きするようになったサイモンを気遣う。
エヴァレット・カロウェー
演 - パトリック・デンプシー
モンティのルームメイトの男子学生。早朝などに寮や大学内で流れるラジオ放送のDJをしている。理由は不明だがモンティのことを“モンタギュー”と呼んでいる。明るい性格だが日常的におちゃらけた言動をしている。ゴーキーと名付けた雄鶏を自室で飼っている。
ジェフ・ホークス
演 - ジョシュ・ハミルトン
モンティのルームメイトの医学部の男子学生。子供っぽい所があり、「母親がこれを知ったらショックを受ける」が口癖。モンティとは別の理由でミスをしたせいで卒論が白紙状態で、その焦りからサイモンのことでモンティたちと意見が対立し始める。
ピッカナン教授
演 - ゴア・ヴィダル
学会の名士でハーバード大で権威のある人物の一人。モンティの卒論指導しており、冒頭で彼の卒論の概略を聞いて「優等賞も夢じゃない」と評価する。

## スタッフ
- 監督：アレック・ケシシアン
- 製作総指揮：ジョン・ピーターズ、ピーター・グーバー
- 製作：ポーラ・ワインスタイン、エイミー・ロビンソン
- 脚本：ウィリアム・マストロシモーネ
- 撮影：スヴェン・ニクヴィスト
- 音楽：パトリック・レナード
- 主題歌：マドンナ「アイル・リメンバー」